# Freier Turn- und Sportverein 1922 Straubing 2015-2016
Questa voce raccoglie le informazioni riguardanti il Freier Turn- und Sportverein 1922 Straubing nelle competizioni ufficiali della stagione 2015-2016.

## Organigramma societario
Area direttiva
- Presidente: Heiko Koch

Area organizzativa
- General manager: Ingrid Senft

Area tecnica
- Allenatore: Guillermo Gallardo
- Allenatore in seconda: Andreas Urmann
- Assistente allenatore: Robert Baumann
- Scout man: Alberto Chaparro

Area sanitaria
- Medico: Mogens Heusinger
- Fisioterapista: Andrea Grüll, Werner Luginger

## Rosa
| N° | Nome                   | Ruolo | Data di nascita   | Nazionalità sportiva |
| -- | ---------------------- | ----- | ----------------- | -------------------- |
| 1  | Kristen Hahn           | L     | 19 gennaio 1992   | Stati Uniti          |
| 3  | Wivian de Souza        | C     | 29 aprile 1984    | Brasile              |
| 4  | Alyssa Dibbern         | S/O   | 23 ottobre 1990   | Stati Uniti          |
| 5  | Natascha Niemczyk      | S     | 7 febbraio 1990   | Germania             |
| 6  | Marta Swiechowska      | P     | 8 gennaio 1988    | Polonia              |
| 8  | Michaela Bertalanitsch | L     | 6 gennaio 1991    | Germania             |
| 9  | Corina Ssuschke        | C     | 9 maggio 1983     | Germania             |
| 10 | Carina Aulenbrock      | S/O   | 22 settembre 1994 | Germania             |
| 11 | Karmen Kočar           | P     | 1º dicembre 1982  | Slovenia             |
| 12 | Bruna Gianlorenco      | S     | 27 ottobre 1988   | Brasile              |
| 13 | Barbora Purchartová    | C     | 9 maggio 1992     | Rep. Ceca            |
| 14 | Martina Noseková       | S     | 1º aprile 1985    | Slovacchia           |
| 15 | Malina Terrell         | S     | 12 marzo 1992     | Stati Uniti          |
| 16 | Mira Heimrich          | C     | 23 ottobre 1995   | Germania             |
| 17 | Laura Weihenmaier      | S     | 4 aprile 1991     | Germania             |